# Богословский диалог между православными и древневосточными церквями
Богословский диалог между православными и древневосточными православными (нехалкидо́нскими) церквями — богословские консультации в рамках работы Смешанной богословской комиссии с целью установления евхаристического общения между двумя группами церквей.
Активные консультации между представителями двух групп церквей были начаты во второй половине XX века: в Орхусе (1964), Бристоле (1967), Женеве (1970) и Аддис-Абебе (1971). После неофициальных контактов православные и древневосточные церкви создали собственные богословские комиссии для участия в диалоге, которые образовали Смешанную богословскую комиссию. Заседания Смешанной комиссии состоялись в Шамбези (Швейцария) (1985, 1990, 1993), в коптском монастыре Святого Паисия (Египет) (1989) и привели к принятию ряда выработанных документов.
Реализация данных документов должна была состояться после утверждения поместными православными церквями и древними восточными церквями. Документы, принятые Смешанной богословской комиссией, положительно восприняли Константинопольская, Румынская, Александрийская и Антиохийская церкви, с православной стороны, и Сиро-яковитская, Маланкарская и Коптская православные церкви, с древневосточной стороны. Несмотря на принятие совместных документов, богословские, канонические и другие причины воспрепятствовали дальнейшим действиям церквей по объединению. Таким образом, снятия взаимных анафем и восстановления полного евхаристического общения между православными и нехалкидонитами не произошло. Так, например, Русская православная церковь на Архиерейском соборе 1997 года отметила, что Шамбезийское заявление «не должно рассматриваться как окончательный документ, достаточный для восстановления полного общения между Православной Церковью и Древними Восточными Церквами».

## Предыстория

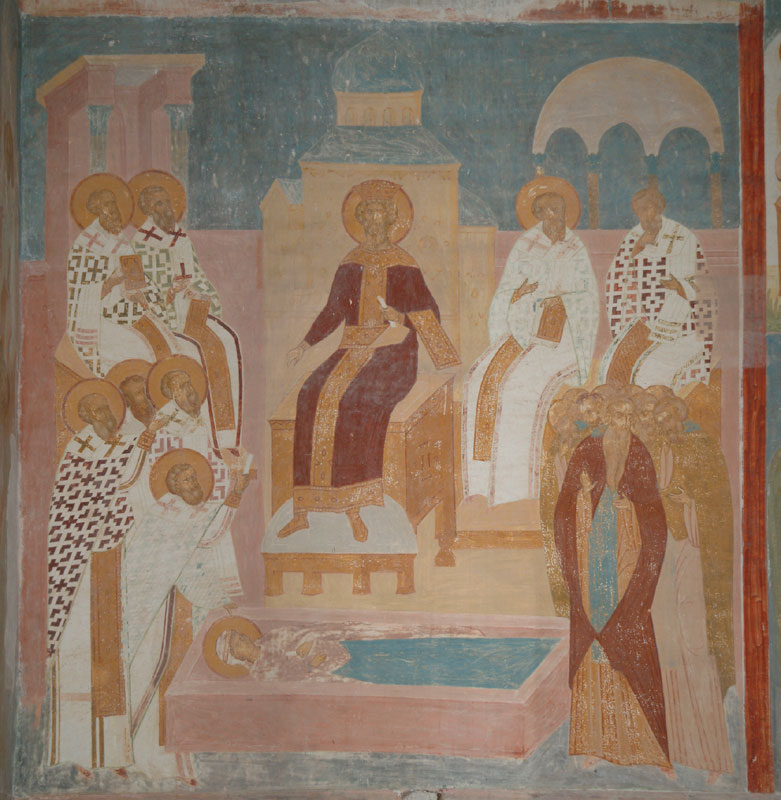
«Четвёртый (Халкидонский) Вселенский Собор». Фреска храма Рождества Богородицы Ферапонтова монастыря

Практически сразу после проведения в 451 году IV (Халкидонского) Вселенского собора и разделения, по инициативе византийских императоров начались попытки воссоединения. В VI веке после преодоления Акакианской схизмы и очередного витка противостояния произошёл окончательный разрыв халкидонитов (дифизитов) с нехалкидонитами (миафизитами). Последние организовали собственные независимые церковные иерархии в Сирии и Египте, а Армянская церковь в 550-х годах на поместном соборе окончательно отвергла решения Халкидонского собора. Дальнейшие попытки диалога осложняло то, что нехалкидониты не являлись единым сообществом, и византийская церковь была вынуждена контактировать с каждой древневосточной церковью отдельно.
Арабские завоевания значительно ограничили связи нехалкидонитов с Византией и фактически церковные контакты продолжились только с Армянской церковью. Попытки воссоединения дохалкидонитов предпринимались императором Ираклием I, патриархом Сергием I (VII век) и императором Мануилом I (XII век). В IX веке патриарх Фотий I вёл переписку с армянским католикосом Закарией I, однако никаких последствий она не имела. В ходе богословских контактов XII века между византийцами и армянами сторонам удалось добиться согласия по ряду важнейших вопросов. Тем не менее, в ходе этих собеседований были выявлены и серьёзные расхождения в богослужебной практике и церковном праве. Предложение принять участие в диалоге было послано и предстоятелям других древневосточных церквей. Падение Константинополя в 1204 году прервало все инициативы по достижению церковного единства между халкидонитами и нехалкидонитами. В поствизантийский период османское владычество являлось главным препятствием для проведения официальных богословских дискуссий между православными и древневосточными православными церквами. Несмотря на обширные неофициальные контакты в местах компактного проживания нехалкидонитов и православных (Египет, Палестина, Малая Азия, Сирия), официального богословского диалога на синодальном уровне не было. В связи с жизнью в окружении мусульманского большинства дохалкидониты проявляли стремление к христианскому единству с православными. Исследователи отмечают, что так или иначе двусторонние контакты были постоянными и фактически непрерывными. Началу богословского диалога способствовали исследования богословов и историков (В. В. Болотов, Порфирий (Успенский), Ж. Лебон и ряд других) XIX—XX веков, которые заявляли о тождественности христологии двух групп церквей. Возможность диалога православных с древневосточными церквями обсуждалась межправославной подготовительной комиссией по подготовке Всеправославного собора на Афоне в 1930 году.

## Предмет диалога
Несмотря на общие исторические корни, схожесть в богословии, литургике и монашестве, между православными и восточными православными церквями произошёл раскол. Наряду с богословскими и экклезиологическими проблемами, причинами раскола также стали политические и культурные разногласия. За время разрыва в вероучениях православных и древневосточных церквей появились существенные отличия. Среди догматических проблем центральное место занимает христологическое учение. Вопрос о количестве природ Иисуса Христа стал главной причиной спора между православными дифизитами и миафизитами. Православные церкви исповедуют учение об одном лице (ипостаси) и двух природах — божественной и человеческой, закреплённое оросом Халкидонского собора. Древневосточные церкви придерживаются дохалкидонских христологических доктрин, разработанных Кириллом Александрийским и Севиром Антиохийским. Эти воззрения сводятся к вере в «единую сложную природу Иисуса Христа». Это противоречие порождает и различный взгляд на количество воль и действий во Христе.
Главной экклезиологической проблемой является отношение к числу Вселенских соборов. Православные церкви признают семь Вселенских соборов. Древневосточные церкви отвергли томос папы Льва I, четвёртый (Халкидонский) собор и соответственно последующие, признавая статус Вселенских только за тремя первыми. Также в ходе исторической борьбы между православными дифизитами и миафизитами, святые одной группы церквей оказались анафематствованы противоположной стороной. Так, например, почитающиеся в Православной церкви папа Лев I и патриархи Флавиан, Анатолий и Геннадий I отлучены в древневосточных церквях. В свою очередь, святые, почитающиеся в нехалкидонских церквях преданы анафеме у православных: патриархи Диоскор, Севир, Тимофей II Элур и епископ Филоксен Маббугский. Таким образом, взаимные анафемы стали главной канонической проблемой на пути к восстановлению евхаристического общения.

## Начало диалога
Документы первого (1961) и второго (1963) всеправославных совещаний выразили стремление Православной церкви к богословскому диалогу с представителями древневосточных православных церквей. В январе 1965 года в Аддис-Абебе прошло первое в истории Совещание глав древних восточных церквей на котором присутствовали представители Эфиопской, Коптской, Сиро-яковитской, Армянской апостольской, Киликийского католикосата Армянской и Маланкарской церквей. Собрание высказалось за более тесные взаимоотношения с Православной церковью, что способствовало началу диалога. При посредничестве Всемирного совета церквей были организованы неофициальные встречи православных и древневосточных богословов: в Орхусе (1964 год), Бристоле (1967 год), Женеве (1970 год) и Аддис-Абебе (1971 год). На встрече в Орхусе обе стороны подтвердили безусловное неприятие вероучений Евтихия и Нестория. В Бристоле был выработан проект документа, в котором были указаны те вопросы, которые необходимо обсудить уполномоченным богословам церквей для достижения евхаристического общения. На встрече в Женеве стороны пришли к общему мнению по христологическим вопросам, отметив при этом, что две традиции могут использовать различную терминологию для объяснения учения Кирилла Александрийского. Также на встрече в Швейцарии был определён ряд проблемных вопросов для дискуссии: значение и место Вселенских Соборов в жизни Церкви, взаимные анафемы (например, анафемы Вселенскими соборами святых древневосточных церквей Диоскора и Севира), вопросы экклезиологии и канонизация святых. Совещание 1971 года в Аддис-Абебе преимущественно было посвящено темам анафем и канонизации святых. В ходе этой встречи богословы пришли к выводу, что для восстановления общения необходимо снятие взаимных анафем. В 1973 году в Греции прошло заседание Объединённого подкомитета по подготовке официального богословского диалога. Обеими сторонами были сформированы комиссии, которые образовали объединённую подкомиссию по диалогу. Заседания объединённой подкомиссии прошли в Афинах в 1974 году и в Аддис-Абебе в 1975 году. Первое предсоборное Всеправославное совещание в 1976 году в Шамбези высказалось за активизацию диалога с древневосточными церквами. В феврале 1979 года также в Шамбези было проведено заседание Межправославной комиссии по диалогу с нехалкидонитами на котором были определены дальнейшие стадии диалога. Делегаты предложили древневосточной стороне определить богословов для начала официального диалога. В работе комиссии принял участие коптский патриарх Шенуда III. При подготовке третьего Всеправославного предсоборного совещания (1986 год) Константинопольский патриарх Димитрий дал поручение о подготовке к началу официального диалога и направлению соответствующих предложений главам древневосточных церквей. Подготовительная работа в 1970-х и начале 1980-х годов привела к созданию богословских комиссий из представителей автокефальных церквей и продолжению диалога на официальном уровне.

## Официальный богословский диалог

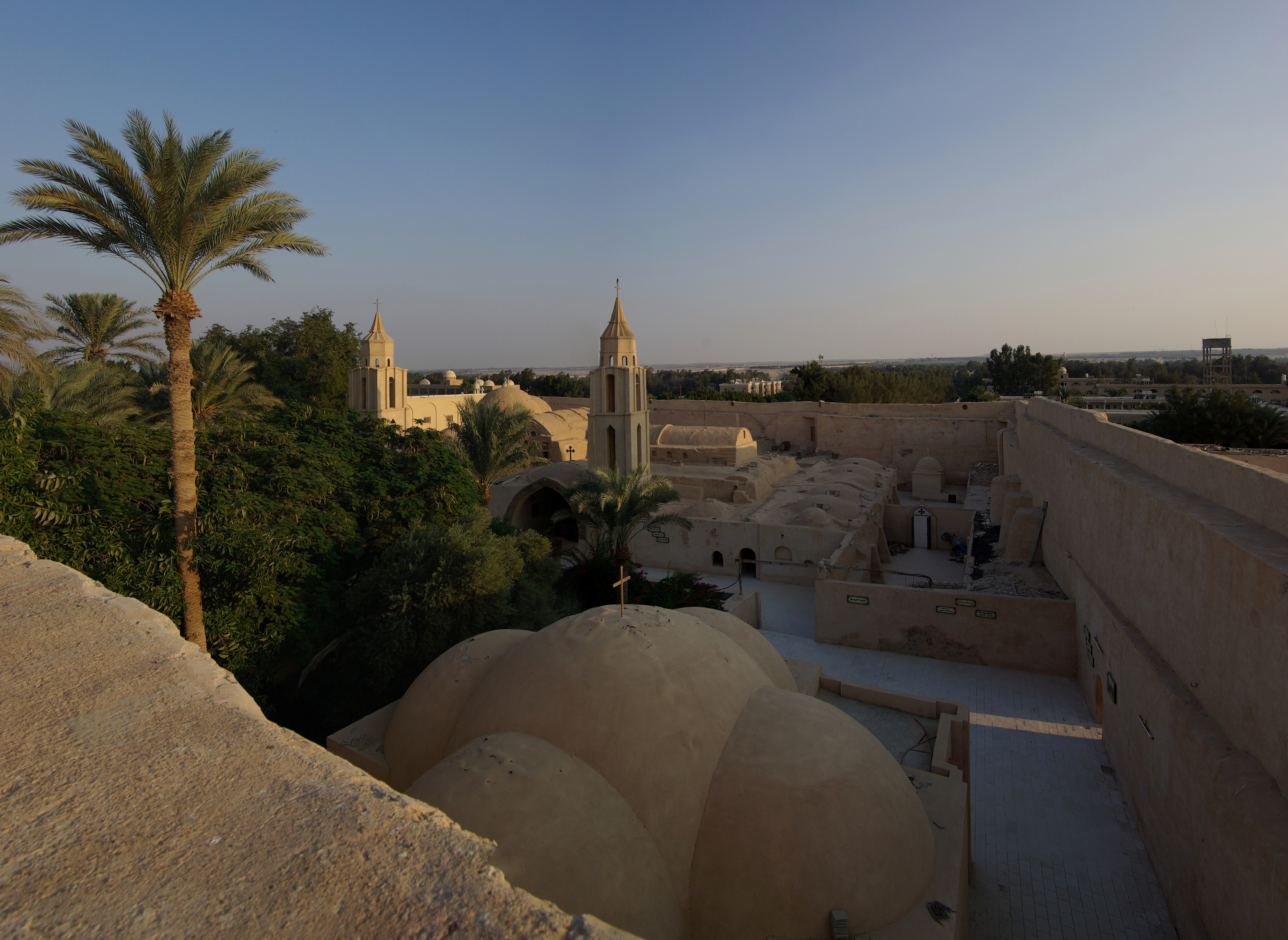
Коптский монастырь Святого Паисия, в котором прошло второе заседание Смешанной богословской комиссии

Первая встреча Смешанной комиссии по богословскому диалогу между православными и древневосточными церквями состоялась в декабре 1985 года в Шамбези в Православном центре Вселенского патриархата. Богословами были сформулированы основные христологические и экклезиологические вопросы для продолжения дальнейшего диалога под названием «К общей христологии».
В 1987 году по три богослова с каждой стороны (члены подкомиссии) в греческом Коринфе обсуждали тему богословского диалога «К общей христологии», сформулированную в Шамбези в 1985 году. На этой встрече стороны подтвердили мнение, сформулированное во время неофициальных консультаций: «важнейшие термины употребляются и с различными оттенками, тем не менее обе ведущие диалог Церкви этими терминами выражают православное богословие». В 1989 году в резиденции коптского патриарха монастыре Святого Паисия Скитской пустыни прошла вторая встреча Смешанной комиссии, по итогам которой стороны подписали первое общее заявление. Данный документ декларировал, что стороны сохранили единую веру в Господа Иисуса Христа, несмотря на различия формулировок. Стороны пришли к единству формулировок на основе богословской формулы Кирилла Александрийского «единая природа Бога Слова воплощённая» (др.-греч. «μία φύσις τοῦ Θεοῦ Λόγου σεσαρκωμένη»). Богословы, подписавшие первое совместное заявление, согласились, что нехалкидониты, говоря о единой богочеловеческой природе Христа, не отвергают наличия двух природ (божественной и человеческой), а халкидониты, утверждая о двух природах, соглашаются с их нераздельным и неразлучным единством.

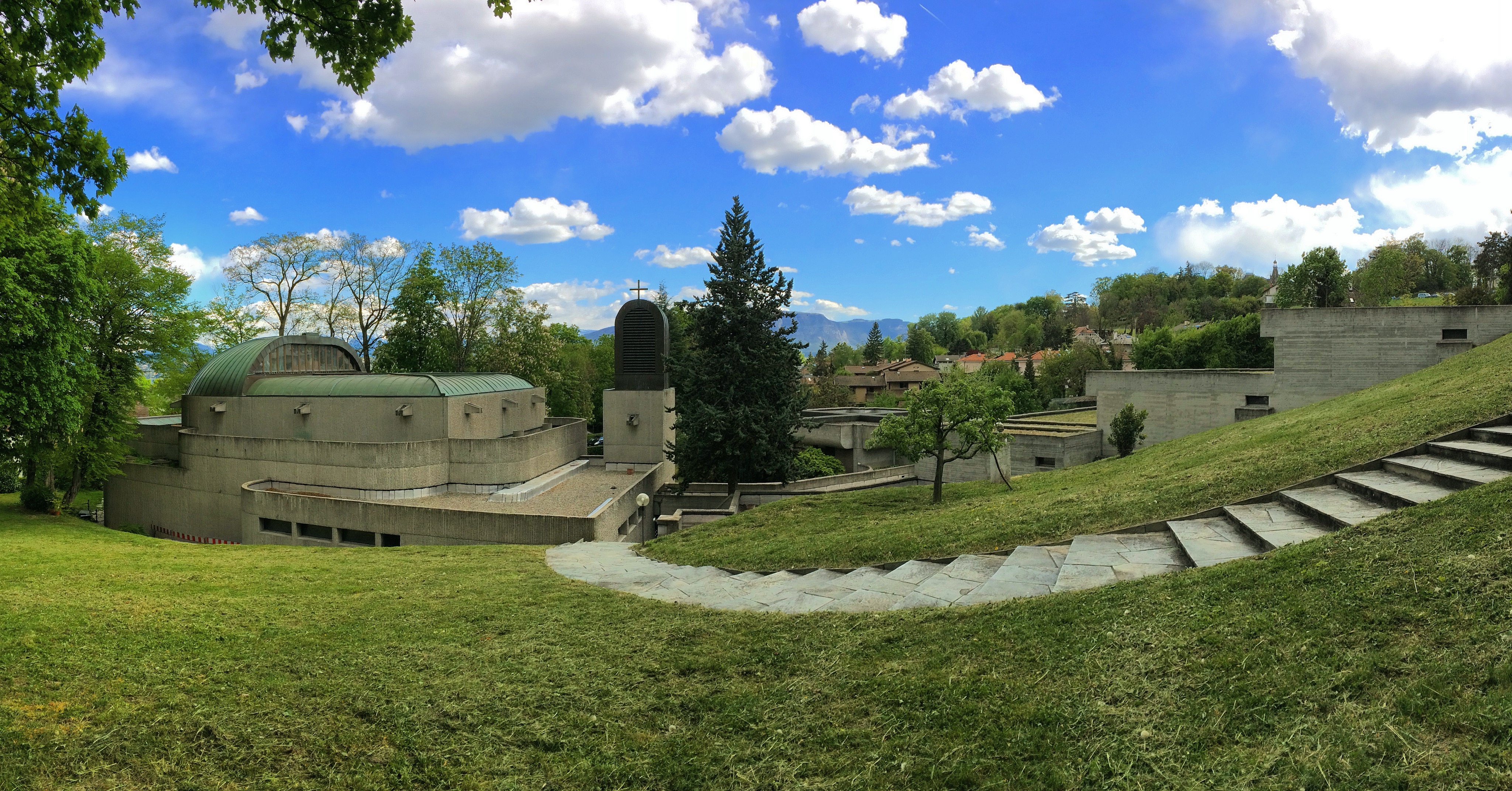
Православный центр Константинопольского патриархата в Шамбези, где состоялись три заседания Смешанной богословской комиссии

В сентябре 1990 года в Шамбези состоялось третье заседание Смешанной богословской комиссии. По итогам работы комиссии было подписано второе совместное заявление, в котором христологическое учение православных и древневосточных церквей признавалось фактически одинаковым. В пунктах 1 и 2 стороны осуждали учения Нестория, Евтихия и криптонесторианство Феодорита Кирского. Пункты 3 и 4 заявления гласили: «обе семьи согласны, что Ипостась Слова стала „составной“, соединившись в Его нетварной Божественной природе… с естественной волей и действием тварной человеческой природы, которую восприняла и усвоила при вочеловечении». «Обе семьи согласны, что обе природы соединились… со своими действиями и волями неслитно, неизменно, нераздельно и неразлучно и что они различаются „умозрительно“». Таким образом, нехалкидониты согласились с двумя волями и двумя действиями, отвергнув обвинения в монофелитстве и моноэнергизме, номинально придя в согласие с Шестым Вселенским собором. В пункте 7 гарантировалось право каждой стороне употреблять традиционную для неё христологическую терминологию. В пункте 8 древневосточные церкви признавали определения IV—VII Вселенских соборов, однако не оговаривался вопрос признания нехалкидонитами этих Соборов в качестве Вселенских. В пункте 8 стороны пришли к выводу, что почитание икон, которому учил Седьмой Вселенский собор, в целом согласуется с учением и практикой, сформировавшимися в восточных православных церквях с древних времён. Пункт 9 декларировал общее христологическое учение и верность обеих Церквей Преданию. В пункте 10 заявлялось о необходимости снятия взаимных анафем. В тексте заявления использовались понятия, характерные для обеих богословских традиций. Так, например, упоминались слова «неслитно, неизменно, нераздельно и неразлучно» из Халкидонского Символа веры и понятие «умозрительно», преимущественно характерное для миафизитов. Заявление 1990 года подчёркивало, что богословская часть работы комиссии завершена и церквам было предложено рассмотреть возможность снятия взаимных анафем.
В 1993 году на четвёртом заседании в Шамбези Смешанная богословская комиссия подтвердила мнение о едином христологическом учении и апостольском преемстве православных и древневосточных церквей. Было заявлено также о стремлении обеих сторон восстановить евхаристическое общение. Для этой цели предстоятелям всех церквей предлагалось отменить анафемы путём подписания соответствующего акта, содержание которого будет включать в себя признание, что противоположная сторона является православной во всех отношениях. Кроме этого, оговаривались практические вопросы в связи с возможным объединением Церквей. Подписание совместных соглашений стало возможным, когда стороны пришли и к единой интерпретации исторических событий. Так, богословы Смешанной комиссии заявили, что осуждение Диоскора Халкидонским собором произошло по дисциплинарным причинам, между учением Севира Антиохийского и ересью монофизитства нет связи, миафизитский Второй Эфесский собор был направлен не против православия, а против несторианства. Стороны заявили, что осуждение миафизитов Вселенскими соборами (с IV по VII) произошло по каноническим, а не по догматическим причинам.

## Оценка совместных заявлений Смешанной комиссии

### Положительная реакция

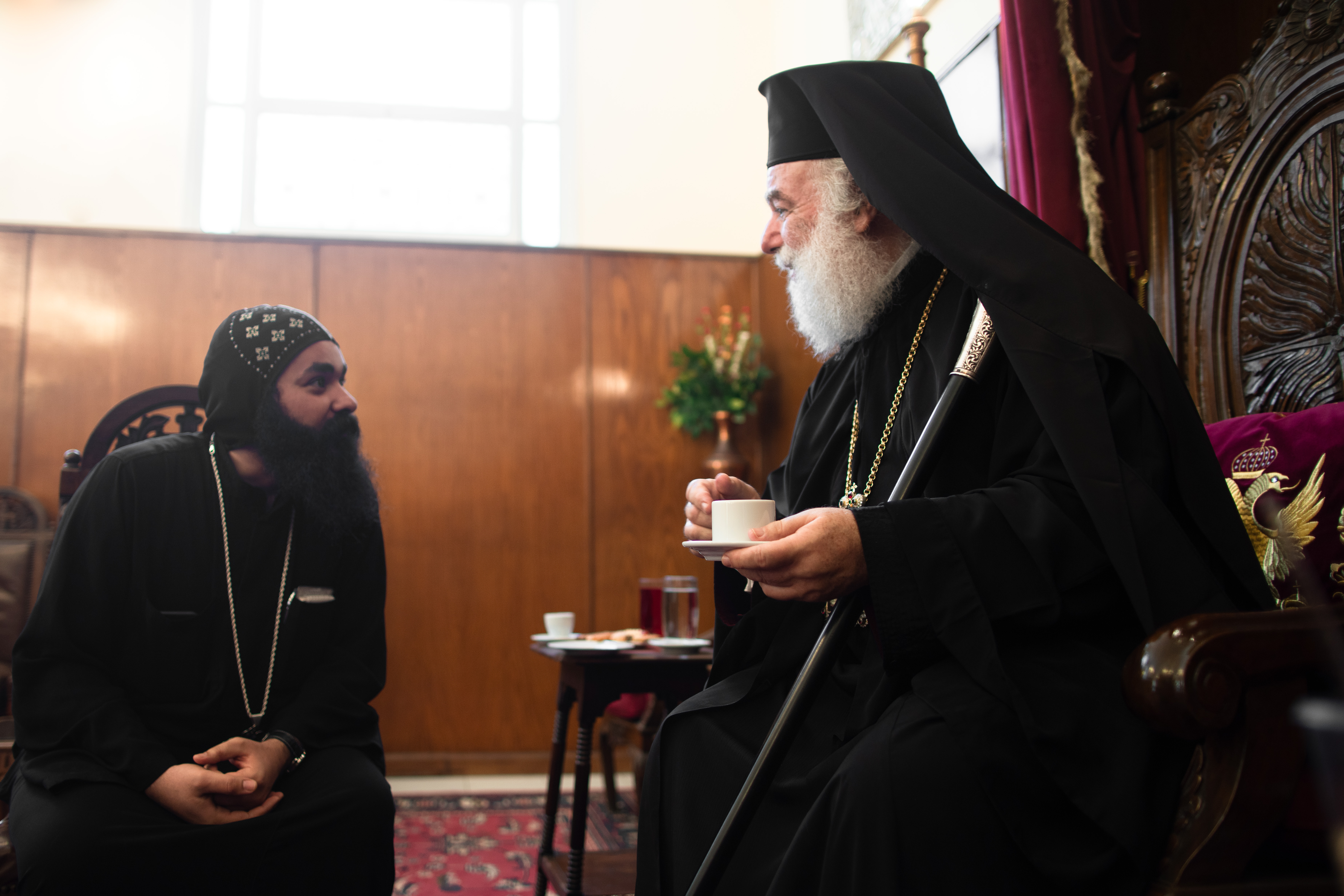
Иеромонах Дауд аль-Антони (Коптская церковь) и Патриарх Феодор II (православный Александрийский патриархат). 12 мая 2019 года

В экуменическом движении диалог между православными и нехалкидонитами расценивается как один из самых успешных с момента создания Всемирного совета церквей. В связи с подписанием совместных богословских соглашений и дальнейших шагов на пути к единству появилась перспектива для восстановления полного евхаристического общения. В соответствии с рекомендациями Смешанной богословской комиссии документы диалога положительно оценили только Константинопольский Патриархат, Румынская, Александрийская, Антиохийская Православные церкви и Маланкарская, Сиро-яковитская и Коптская церкви. Эфиопская церковь и Киликийский католикосат Армянской апостольской церкви приняли только Первое совместное заявление, подписанное в Египте в 1989 году. 12 августа 1992 года Патриарх Константинопольский Варфоломей направил письма главам Поместных церквей с призывом завершить процесс объединения с нехалкидонскими церквами. Ряд православных и древневосточных церквей начали тесное сотрудничество, используя опыт проведённого богословского диалога. В 1991 году патриархи Антиохийской и Сиро-яковитской церквей Игнатий IV и Игнатий Закка I Ивас подписали соглашение, предусматривающее совместные богослужения, межцерковные встречи на синодальном уровне, взаимный отказ от прозелитизма, а также ряд практических шагов по расширению взаимодействия. Константинопольская и Эфиопская церкви издали совместный Меморандум в 1995 году после визита патриарха Варфоломея в Эфиопию. Русская православная церковь в 1999 году начала собственный богословский диалог с нехалдиконитами. В 2001 году Александрийский патриархат и Коптская православная церковь подписали пастырское соглашение, в котором обе стороны принимали итоги проведённого диалога, а также признавали таинство брака друг друга.
В соответствии с пунктом 2 рекомендаций Смешанной комиссии был начат обмен визитами между главами двух групп церквей и высшим духовенством. Так, Константинопольский патриарх Варфоломей посетил Армянскую, Эфиопскую церкви, принимал армянского патриарха Гарегина II и имел встречу с коптским патриархом Шенудой III. В свою очередь Шенуда III встречался с Московскими патриархами Алексием II и Кириллом, антиохийским, болгарским и румынским патриархами. Католикос Армянской церкви Гарегин II встречался с патриархом Грузии Илией II, патриархом Московским Кириллом, с болгарским и румынским патриархами.
Некоторые исследователи отмечают больший экуменический энтузиазм древневосточной стороны по сравнению с позицией Православной церкви. Данная заинтересованность выражалась в деятельности митрополита Делийского Маланкарской церкви Павла Мар Григория, инициативах по достижению единства Коптской и Сиро-яковитской церквей и богословских контактах с Римско-католической церковью, англиканами и реформаторами.

### Отрицательная реакция
Большинство церквей были не удовлетворены итогами работы Смешанной комиссии и высказались за продолжение дальнейшего диалога. Только Патриарх Иерусалимский Диодор призвал прекратить дальнейший диалог. Настороженно к работе Смешанной комиссии отнеслись Грузинская, Иерусалимская, Русская и Элладская православные церкви. В России накануне архиерейского собора 1994 года, на котором рассматривалось «Второе общее заявление и предложения Церквам» богословы Вадим Лурье и Андрей Кураев обратились с письмом к председателю богословской комиссии РПЦ с обширной критикой проведённого диалога. Они констатировали: «не нужно думать, что в ходе переговоров монофизиты были приведены к согласию с православием. Они всего лишь навсего были приведены к „терпимости“». Архиерейский собор 1994 года РПЦ постановил: «считать, что „Второе общее заявление и предложения Церквам“ не может рассматриваться как окончательный документ и необходимо продолжение работы Смешанной комиссии по богословскому диалогу между Православной и Восточными Православными Церквами». В 1994—1997 годах в РПЦ изучением предложений Смешанной богословской комиссии занималась синодальная богословская комиссия, которая посчитала итоги диалога недостаточными для восстановления евхаристического общения. По итогам этой работы на архиерейском соборе 1997 года РПЦ было отмечено, что «заявление не должно рассматриваться как окончательный документ, достаточный для восстановления полного общения между Православной Церковью и Древними Восточными Церквами». В 2007 году клирик Русской православной церкви протоиерей Валентин Асмус высказал мнение о том, что именно позиция русской церкви сыграла главную роль в не состоявшейся «унии».
В ответ на обращение Варфоломея от 12 августа 1992 года, 22 сентября 1992 года Патриарх Иерусалимский Диодор направил Вселенскому Патриарху письмо, в котором отметил свои «беспокойства, в связи с процессом упомянутого богословского диалога», а также выразил недоумение по поводу того воодушевления, которое вносится в православные церкви по поводу снятия анафем. Также в своём письме от 17 мая 1997 года Патриарху Антиохийскому Игнатию IV Диодор выражал недовольство позицией Игнатия по поводу Шамбезийских соглашений и утверждал, что нехалкидониты должны признать все Соборы с IV по VII именно в качестве Вселенских. В феврале 1994 года комиссия Святой Горы Афон назвала Шамбезийские заявления «неприемлемыми» и заявила, что миафизиты должны безоговорочно принять оросы Вселенских соборов с IV по VII. 27 мая 1995 года Священный Кинот Афона предостерёг от «поспешной унии» с «антихалкидонитами» и резко осудил позицию Румынской церкви. Также в Греции и на Кипре помимо монашества к критике диалога присоединились профессора богословских факультетов, церковные иерархи, православные братства и общества. 8 октября 1998 года Священный Синод Грузинской Православной церкви назвал Шамбезийские соглашения «неприемлемыми».
Также с обеих сторон оставалось немало противников любых контактов с противоположной стороной. Православные противники диалога называли последователей древневосточных церквей «еретиками-монофизитами», а нехалкидониты упрекали сторонников Халкидона в несторианстве. Основными претензиями скептиков диалога с православной стороны были: осуждение Феодорита Кирского, неясность христологических терминов в совместных заявлениях, обязательное принятие нехалкидонитами Халкидонского и последующих Соборов в качестве Вселенских и обоснованность снятия анафем, наложенных Вселенскими соборами с помощью экклезиологического акта Поместных церквей. Призывы к снятию анафем неизбежно порождали проблему юридической обоснованности отмены постановлений Вселенских соборов. Также мнение о том, что Диоскор Александрийский был анафематствован Халкидоном не за вероучение, а за нежелание явиться на Собор не разделяется частью православных богословов, которые настаивают на том, что Диоскор был предан анафеме именно за свои христологические взгляды. Консервативно настроенные православные были недовольны присутствием известных экуменистов в составе Смешанной богословской комиссии: митрополита Библосского и Батрунского Антиохийской церкви Георгия (Ходр), священнослужителей РПЦ Никодима (Ротова), Виталия Борового, митрополита Константинопольского Патриархата Дамаскина (Папандреу) и других.
Скептическое отношение к диалогу было выражено и в Древневосточных церквах. Так, Эфиопская церковь высказалась отрицательно по вопросу снятия анафем, наложенных Отцами Церкви, почитаемых в Древних Восточных церквах. Армянская церковь выразила мнение, что Второе совместное заявление не может рассматриваться в качестве окончательного. Также богословы Древневосточных церквей высказывались против признания Халкидонского и последующих Соборов в качестве Вселенских. Так, Коптский патриарх Шенуда III заявлял: «Что касается Вселенских Соборов, мы принимаем первые три… Мы не принимаем Халкидонский собор … Я могу прямо сказать, что Ориентальные церкви не могут принять Халкидонский собор».

## Диалог в XXI веке

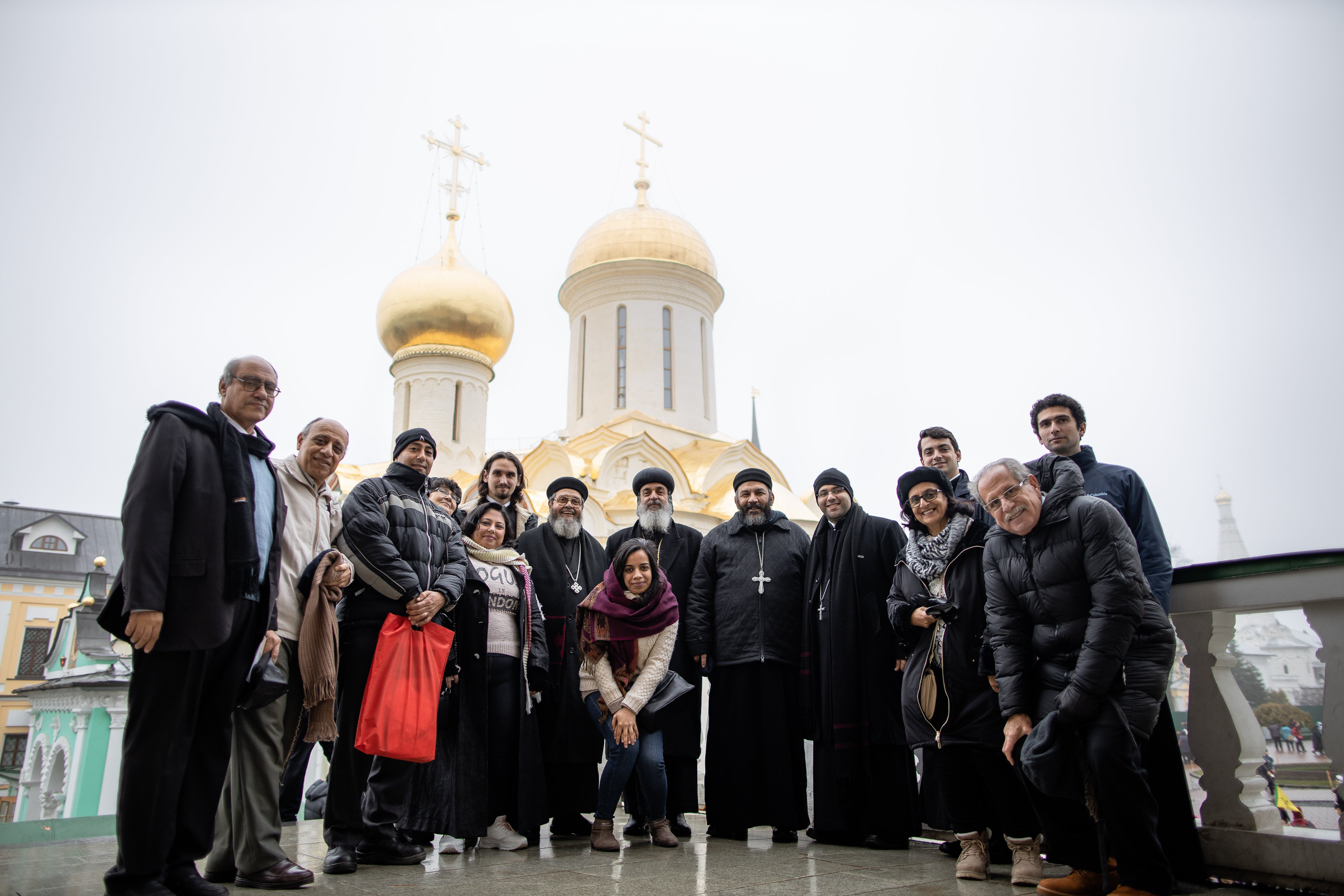
Коптская делегация в Троице-Сергиевой лавре. 10 ноября 2019 года

В марте 2005 года в Шамбези было проведено заседание Смешанной богословской комиссии. В ходе работы комиссии были обозначены вопросы и перспективы дальнейшего диалога. В апреле 2007 года в Ливане состоялась встреча Сопредседателя Смешанной комиссии с древневосточной стороны коптского митрополита Бишоя с новым сопредседателем с православной стороны, иерархом Константинопольского патриархата, митрополитом Галльским Эммануилом (Адамакисом). На встрече обсуждалась возможность возобновления работы Смешанной богословской комиссии, а митрополит Эммануил выступил с инициативой дать развёрнутый богословский ответ на все пункты критики деятельности комиссии. В ноябре 2014 года в Афинах прошло заседание Рабочей группы Смешанной комиссии по диалогу. По итогам работы группа выразила надежду на созыв Смешанной богословской комиссии и возобновление прерванного богословского диалога. Шесть церквей (Александрийская, Антиохийская и Румынская — с православной стороны и Коптская, Сиро-яковитская и Маланкарская — с древневосточной стороны) положительно отреагировали на предложение Рабочей группы 2014 года о возобновлении богословского диалога.
Несмотря на приостановку официального диалога в рамках Смешанной богословской комиссии, православно-древневосточные контакты продолжились. После 2014 года двусторонние встречи по пастырским, образовательным и научным вопросам прошли в России, Египте, США и других странах. В апреле 2018 года в Ливане по приглашению киликийского католикоса Арама I состоялась очередная встреча Рабочей группы с целью совместного изучения возможности возобновления диалога. Следующая встреча была назначена на октябрь 2018 года, однако она не состоялась, поскольку в связи с действиями Константинопольского патриархата на Украине, Русская православная церковь прекратила участие во всех структурах где председательствуют и сопредседательствуют представители Константинопольского патриархата.
16—17 сентября 2024 года в коптском монастыре Паисия Великого в Египте прошла встреча делегаций православных и древневосточных церквей. С православной стороны присутствовали представители: Константинопольской, Александрийской, Антиохийской, Иерусалимской, Русской, Румынской, Болгарской, Кипрской, Элладской, Польской, Албанской церквей и Православной церкви в Америке. С древневосточной стороны во встрече приняли участие представители Коптской, Сирийской, Армянской и Эритрейской церквей. Встреча была посвящена принятию результатов официального богословского диалога (1989—1993), а также другим вопросам двустороннего сотрудничества. Участники встречи «признали успешные шаги диалога и одновременно выработали конкретные меры, необходимые для восстановления полного общения, рассмотрев „дорожную карту“, ранее подготовленную рабочей группой официальных делегатов в Афинах 24-25 ноября 2014 года». В итоговом коммюнике встречи участники заявили о незыблемости христианского понимания брака и семьи, непринятии «нетрадиционных отношений», а также призвали христианские церкви к единой дате празднования Пасхи:

«…поскольку в 2025 году будет отмечаться 1700-летие первого Вселенского Собора в Никее и христиане по всему миру отпразднуют Пасху в один и тот же день, представители Церквей — участниц Совещания выразили желание, чтобы все христиане во всем мире праздновали Пасху, следуя канонической традиции Никеи и православной пасхалии».

## Оценки диалога
Существуют различные оценки данного диалога в богословских кругах. Подписание совместных заявлений в догматической области привлекло внимание к данному диалогу католических и протестантских богословов. Экуменическое движение и иерархи церквей, одобривших совместные заявления в целом положительно расценивают данный диалог. Консервативно настроенные иерархи, богословы и монашество преимущественно признают итоги диалога неудовлетворительными. Консенсус, выраженный в совместных заявлениях, свидетельствует о согласии богословов сторон в понимании вероучения. Выражения, использованные в тексте совместных заявлений, говорят об общих корнях христологии двух групп церквей, основанной на учении Кирилла Александрийского. Однако несмотря на подписание заявлений, выражающих согласие в вероучении, на пути к восстановлению единства оказалось немало преград. По мнению исследователей, повышенное внимание диалога к христологическим вопросам привело к тому, что сотериологическим, экклезиологическим и литургическим вопросам не было уделено должного внимания. Вместо детального обсуждения всего спектра этих вопросов Смешанная богословская комиссия избрала поспешную программу действий по достижению единства и возобновлению евхаристического общения. Это вызвало серьёзное противодействие со стороны иерархов, богословов и консервативно настроенных мирян. Таким образом, скептикам диалога удалось не допустить полноценной реализации соглашений, подписанных в Шамбези. В церквах не было проведено достаточной работы по информированию паствы о результатах диалога и содержании подписанных документов.
По итогам подписания совместных заявлений, в грекоязычной богословской среде сформировалось преимущественно негативное отношение к диалогу и идее объединения с нехалкидонитами. С разносторонней критикой диалога выступили: Священный кинот Афона, богословы Ф. Зисис, А. Папавасилиу, С. Бозовитис, К. Паподопулос, Ж.-К. Ларше, Н. Мицопулос, П. Трембелас и другие. В многочисленных публикациях критиков диалога с православной стороны, указывалось на то, что совместные соглашения были достигнуты из-за уступок в догматических формулировках православных богословов. Также скептики диалога заявляли, что объединение приведёт к новому расколу в Православной церкви. В итоге, несмотря на подписание заявлений относительно христологического вопроса, неоднозначное отношение Древневосточных церквей к Халкидонскому собору и снятие анафем стали серьёзными проблемами.
В экуменическом движении сохраняется осторожный оптимизм относительно дальнейших перспектив данного богословского диалога. В то же время часть сторонников и противники диалога констатируют, что перспектив для объединения нет и результаты диалога «уже похоронены».

## Комментарии
1. ↑  Богословский диалог в христианстве — двусторонние или многосторонние встречи представителей христианских деноминаций с целью сближения путём анализа вероучения участвующих в диалоге церквей[1].
2. ↑  Дифизитская Ассирийская церковь Востока, которую причисляют к древневосточным церквям, не состоит в евхаристическом общении с миафизитскими нехалкидонскими церквами и соответственно не принимала участие в данном богословском диалоге.
3. ↑  Дифизитство (дифиситство) — христологическая концепция, принятая в Православной церкви и утверждающая одну ипостась и две природы (божественную и человеческую) во Христе (Халкидонизм)[10]. Учение Нестория, осуждённое Третьим Вселенским собором[11] утверждает во Христе не только две природы, но и две кномы[12]. Признание наличия двух природ Христа Халкидонским собором явилось основанием для миафизитов обвинять православных, принявших Халкидонский собор в ереси[13]. Однако Православная церковь однозначно отвергла учение Нестория[11] и в настоящее время христологию, основанную на несторианстве исповедует только Ассирийская церковь Востока[12].
4. ↑  В настоящее время термин «монофизиты» (часто используемый для обозначения дохалкидонских церквей) считается оскорбительным и неточным и вместо него корректнее употреблять слово «миафизиты», поскольку древневосточные церкви отвергли ересь Евтихия[14][15]. Сторонники диалога предпочитают термин «миафизиты», в частности Александрийская православная церковь в 2006 году высказалась против использования термина «монофизиты» в отношении Коптской церкви[16]. Скептики диалога продолжают именовать нехалкидонитов «монофизитами»[3][17][18][19][20]. В частности, в 2012 году Председатель Учебного комитета Русской Православной Церкви и ректор Московской духовной академии архиепископ Верейский Евгений (Решетников) назвал древневосточные церкви «монофизитскими»[21].
5. ↑  Данную группу церквей идентифицируют как «нехалкидонские» или «дохалкидонские», также встречаются термины: «Древние Восточные церкви», «древневосточные церкви», «Ориентальные» (англ. «Oriental»). В документах диалога использовалось название «Восточные православные церкви»[32]. Сами церкви называют себя «православными», добавляя географическую принадлежность к своему названию[29].
6. ↑  Сопредседатели Смешанной богословской комиссии митрополит Швейцарский Константинопольского Патриархата Дамаскин и митрополит Дамьеттский Коптской православной церкви Бишой посетили Поместные церкви с целью информирования их представителей о результатах диалога. Также, несмотря на завершение богословской части диалога, двусторонние встречи по литургическим и пастырским вопросам прошли в 1994 году в Египте, в 1995 году в Греции, в 1998 году в Сирии, в 2001 году в Германии[48].
7. ↑  В ноябре 1990 года председатель Священного Синода Коптской православной церкви митрополит Дамьеттский Бишой направил Сопредседателю Смешанной богословской комиссии от православной стороны митрополиту Дамаскину письмо, в котором назвал того «дорогим братом во Христе» и проинформировал, что Священный Синод Коптской церкви утвердил Шамбезийское заявление[61].
8. ↑  Определения «единства нетварной Божественной природы» (первое совместное заявление) и что «природы различаются „умозрительно“» (второе совместное заявление) и другие[15], принятые Смешанной комиссией воспринимались православными скептиками диалога как интерпретации учения Севира Антиохийского[15][70].